# Власов, Сергей Викторович
Сергей Викторович Власов (род. 18 мая 1975) — российский хоккеист, нападающий.

## Биография
Воспитанник пензенского «Дизелиста», где провёл всю карьеру в сезонах 1992/93 — 2000/01. Сыграл 17 матчей в РХЛ (1996/97 — 1997/98). Провёл четыре матча за «Воронеж» (1998/99).
Бронзовый призёр хоккейного турнира зимней Универсиады 1995 года.